# Thomas Baroukh
Thomas Baroukh (født 15. december 1987 i Le Chesnay, Frankrig) er en fransk roer.
Baroukh var med i den franske letvægtsfirer, der vandt bronze ved OL 2016 i Rio de Janeiro, sidste gang disciplinen var med på OL-programmet. Båden bestod desuden af Franck Solforosi, Guillaume Raineau og Thibault Colard. Franskmændene sikrede tredjepladsen efter en finale, hvor Schweiz og Danmark vandt henholdsvis guld og sølv. Han var også med i båden ved OL 2012 i London, hvor franskmændene sluttede på 7. pladsen.
Baroukh har desuden vundet adskillige VM- og EM-medaljer gennem karrieren.

## OL-medaljer
- 2016:  Bronze i letvægtsfirer